# Tammuz
Tammuz (hebreiska: תַּמּוּז) är den fjärde månaden i den (borgerliga) judiska kalendern. Månaden har alltid 29 dagar och motsvaras i den babyloniska kalendern av månaden dûzu. I den gregorianska kalendern infaller månaden i juni/juli.